# رافائيل فالس
رافائيل فالس (بالإسبانية: Rafa Valls)‏ مواليد 25 يونيو 1987 في كوكينتاينا، إسبانيا، هو دراج إسباني في صنف سباق الدراجات على الطريق.

## سباقات أو مراحل فاز بها
| التاريخ        | السباق                             | المركز                      |
| -------------- | ---------------------------------- | --------------------------- |
| 01 يناير 2010  | 2010 Trofeo Inca                   | المركز الثاني               |
| 24 يناير 2010  | طواف سان لويس 2010                 | المركز الثالث               |
| 25 يوليو 2010  | سباق طواف فرنسا 2010               | السابع في تصنيف أفضل شاب    |
| 22 يوليو 2012  | سباق طواف فرنسا 2012               | السادس في تصنيف أفضل شاب    |
| 22 فبراير 2015 | طواف عمان 2015                     | الفائز في التصنيف العام     |
| 15 مارس 2015   | باريس-نيس 2015                     | الثامن في التصنيف العام     |
| 29 مارس 2015   | فولتا كاتالونيا 2015               | الثامن في التصنيف العام     |
| 24 يناير 2016  | داون أندر 2016                     | الثامن في التصنيف العام     |
| 22 يناير 2017  | داون أندر 2017                     | السابع في التصنيف العام     |
| 29 يناير 2017  | سباق كاديل ايفانز 2017             | المرتبة 12 في التصنيف العام |
| 11 يونيو 2017  | كريثيديا دو دوفين 2017             | العاشر في التصنيف العام     |
| 25 يوليو 2019  | برويبا فيلافرانسا دي أورديزيا 2019 | الفائز في التصنيف العام     |

## روابط خارجية
- رافائيل فالس على موقع الاتحاد الدولي للدراجات (الإنجليزية)
- رافائيل فالس على موقع أرشيف الدراجات (الإنجليزية)
- رافائيل فالس على موقع إحصائيات الدراجات الإحترافية (الإنجليزية)
- رافائيل فالس على موقع نسبة الدراجات (الإنجليزية)
- رافائيل فالس على موقع CycleBase (الإنجليزية)
- رافائيل فالس على موقع الاتحاد الدولي للدراجات (الإنجليزية)
- رافائيل فالس على موقع أرشيف الدراجات (الإنجليزية)
- رافائيل فالس على موقع إحصائيات الدراجات الإحترافية (الإنجليزية)
- رافائيل فالس على موقع نسبة الدراجات (الإنجليزية)
- رافائيل فالس على موقع CycleBase (الإنجليزية)